# Каонабо

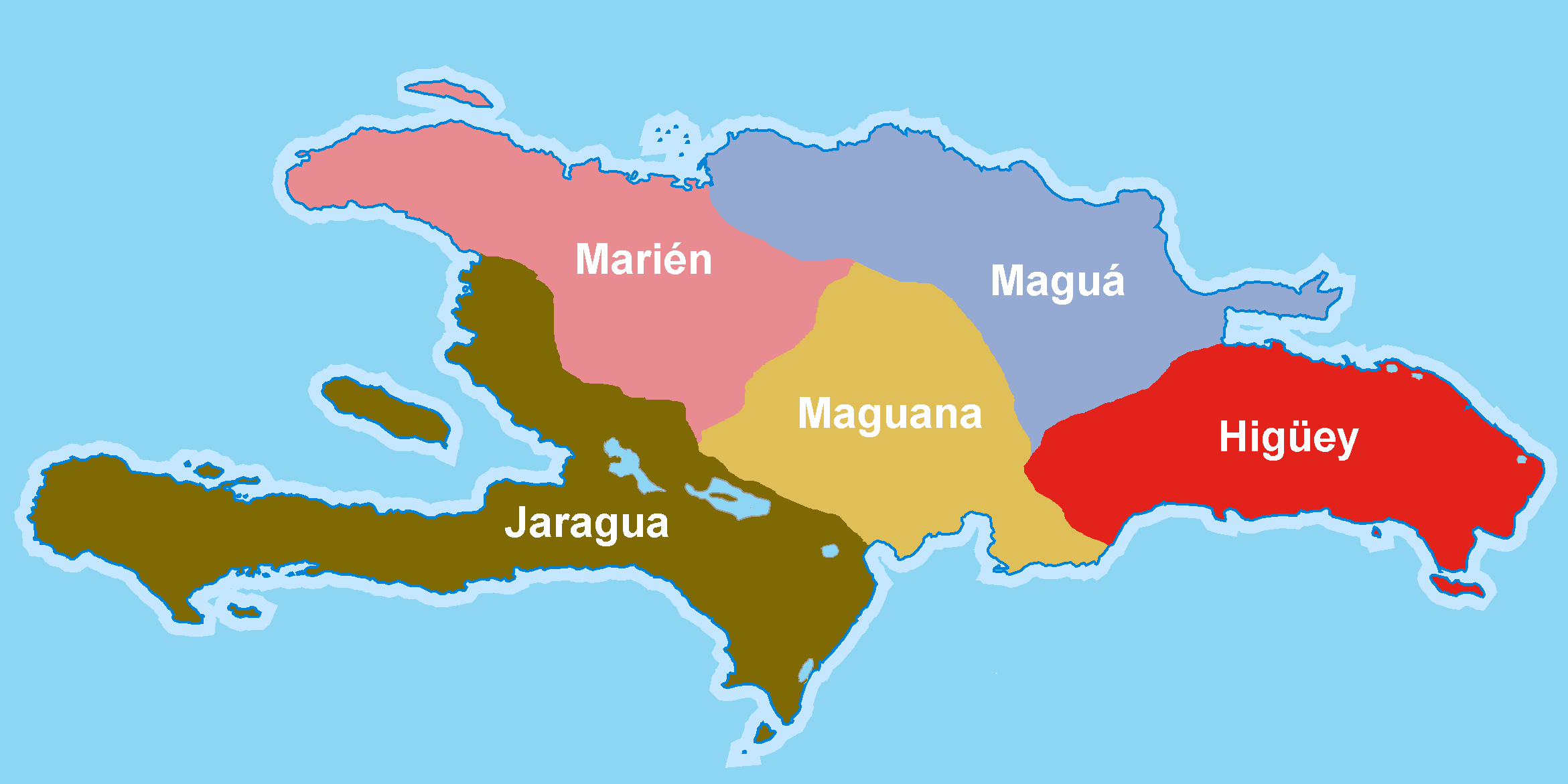
Вождества Гаїті

Каонабо (д/н — 1496) — касик вождівства Магуано на о. Гаїті. Очільник повстання проти іспанських колонізаторів.

## Життєпис
Ймовірно належав до племен лукаянів з Багамських островів. Завдяки шлюбу з Анакаоною, сестрою Бохечіо, касика вождества Ярагуа, отримав у володіння Магуано.
1492 року Христофор Колумб прибув на острів, який назвав Еспаньйолою. Тут заснував укріплення Ла-Навідад. Ймовірно на той час Каонабо мав дружні відносини з іспанцяии. Втім після повернення Колумба до Європи залога форту стала здійснювати грабіжницькі напади на поселення Магуано. У відповідь Каонабо знищив один з загонів, а у 1493 році захопив Ла-Навідад, знищивши усіх іспанців.
Коли Колумб у січні 1494 року повернувся до Гаїті, Гуаканаґарікс, касик Марієн, повідомив іспанцям, що за атаку відповідає Каонабо. Іспанці звели нове укріплення — Ла-Ізабела. Невдовзі було знайдено золото в гірському в області Сібао, яка належала Каонабо. Колумб наказав обкласти все індіанське населення податком: всі старше 14 років, що мешкали поблизу золотих копалень, були зобов'язані кожні три місяці здавати наповнену золотом корзинку. Незабаром в провінції Сібао було засновано форт Санто-Томас. Каонабо у свою чергу взяв його в облогу. Проте Алонсо де Охеда завдав тяжкої поразки Каонабо. Незважаючи на це останній не припинив спротиву. Він зумів об'єднати усіх касиків острова, окрім Гуаканаґарікса. Наприкінці березня 1495 року Христофор Колумб завдав нищівної поразки коаліції касиків.
За цим почалися перемовини з Коанабо, під час яких Алонсо де Охеда підступно захопив Каонабо у полон. Спроба брата Каонабо — Манікаотекса — звільнити касіка зазнала поразки. У 1496 році Каонабо було відправлено до Іспанії. Проте під час бурі корабель потонув разом з касиком, за іншими відомостями Каонабо помер на шляху і його поховали у морі..